# Asteroide di tipo D
Gli asteroidi di tipo D sono un raggruppamento nella classificazione spettrale degli asteroidi. Presentano un'albedo molto bassa ed uno spettro elettromagnetico piatto in vicinanza del rosso. Si pensa che siano costituiti da composti organici ricchi di silicati, carbonio e silicati anidri, con un possibile nucleo di ghiaccio. Asteroidi di tipo D sono stati trovati nella parte esterna della fascia principale, e al di là di essa; alcuni esempi sono:
- 152 Atala
- 588 Achilles
- 624 Hektor
- 944 Hidalgo

Il modello Nizza suggerisce che gli asteroidi di tipo D possano catturare oggetti dalla fascia di Kuiper.
Nel 1992, Larry A. Lebofsky, insieme ad altri colleghi, pubblicarono un articolo nel quale individuarono una caratteristica spettrale a 3 micrometri su 773 Irmintraud, un asteroide di tipo D della fascia principale.
Questa caratteristica venne considerata come indicativa della presenza di acqua sulla superficie, e come indicativo che gli asteroidi di tipo D si trovino in uno stato alterato, piuttosto che in stato inalterato, primitivo o primordiale.